# Франкфорд Тауншип (Нью-Джерсі)
Франкфорд Тауншип (англ. Frankford Township) — селище (англ. township) в США, в окрузі Сассекс штату Нью-Джерсі. Населення — 5302 особи (2020).

## Демографія
Згідно з переписом 2010 року, у селищі мешкало 5565 осіб у 2046 домогосподарствах у складі 1570 родин. Було 2520 помешкань
Расовий склад населення:
| - 96,3 % — білих - 1,0 % — чорних або афроамериканців - 0,9 % — азіатів - 0,1 % — корінних американців |

До двох чи більше рас належало 1,4 %. Частка іспаномовних становила 3,2 % від усіх жителів.
За віковим діапазоном населення розподілялося таким чином: 21,0 % — особи молодші 18 років, 62,5 % — особи у віці 18—64 років, 16,5 % — особи у віці 65 років та старші. Медіана віку мешканця становила 46,0 року. На 100 осіб жіночої статі у селищі припадало 100,7 чоловіків;  на 100 жінок у віці від 18 років та старших — 101,2 чоловіків також старших 18 років.
Середній дохід на одне домашнє господарство  становив 101 600 доларів США (медіана — 89 891), а середній дохід на одну сім'ю — 112 405 доларів (медіана — 99 196). Медіана доходів становила 70 566 доларів для чоловіків та 55 078 доларів для жінок. За межею бідності перебувало 3,9 % осіб, у тому числі 2,3 % дітей у віці до 18 років та 3,8 % осіб у віці 65 років та старших.
Цивільне працевлаштоване населення становило 2645 осіб. Основні галузі зайнятості: освіта, охорона здоров'я та соціальна допомога — 28,8 %, науковці, спеціалісти, менеджери — 13,8 %, роздрібна торгівля — 10,9 %, фінанси, страхування та нерухомість — 10,1 %.